# DSRV-1 미스틱

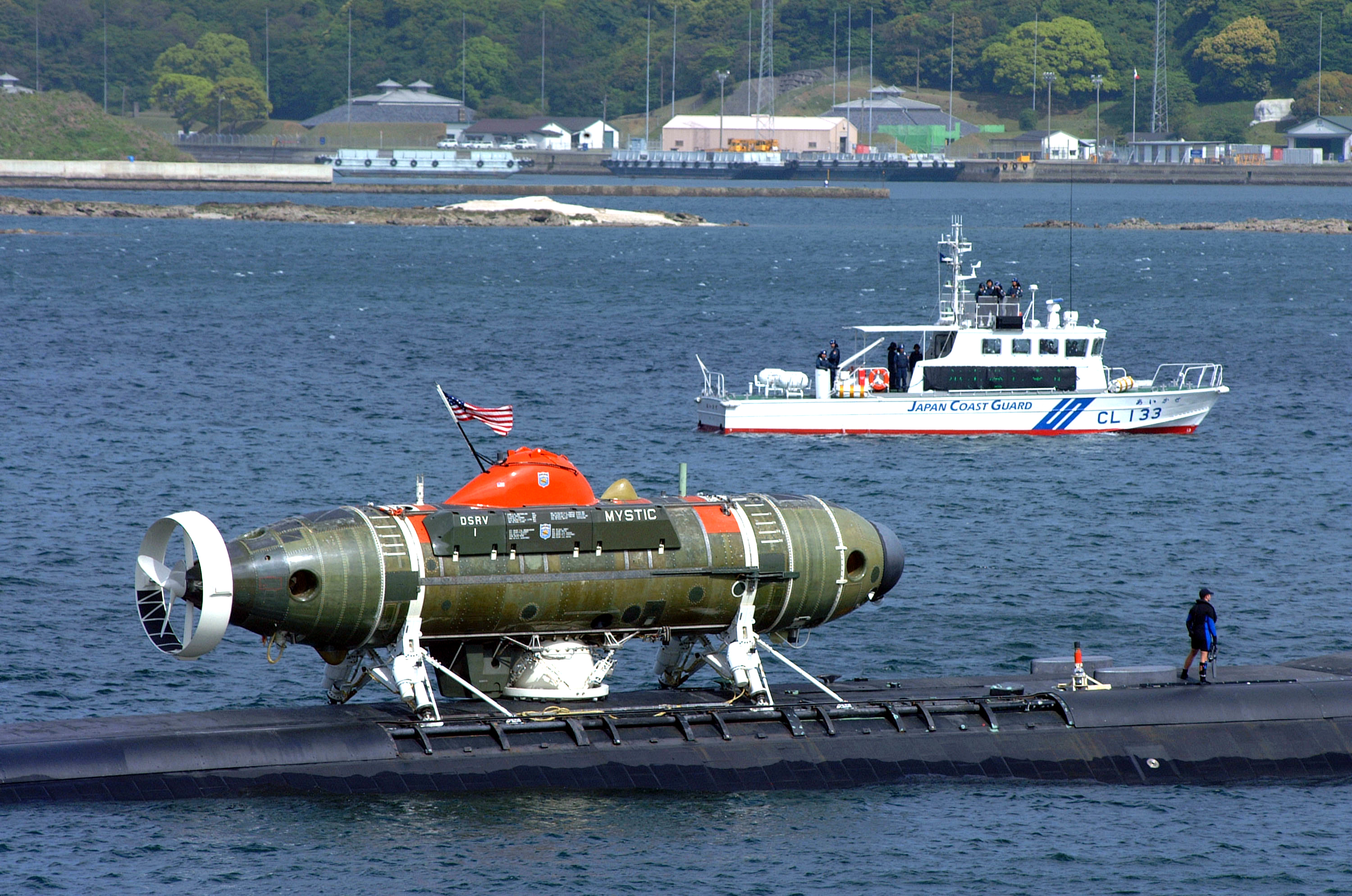
미국 해군 로스앤젤레스급 잠수함에 도크되어 있는 DSRV-1 미스틱

DSRV-1 미스틱은 미국 해군의 심해구조잠수정이다.

## 역사
한국의 DSRV는 영국산인데, 깊이 500 m, 구조인원 16명이다. 반면에 미스틱은 깊이 1500 m, 구조인원 24명이다. 미국 록히드 C-5 갤럭시, 러시아 안토노프 An-124 수송기로 운반할 수 있다. DSRV-1 미스틱과 DSRV-2 아발론 2대를 갖고 있다.